# Campylocentrum densiflorum

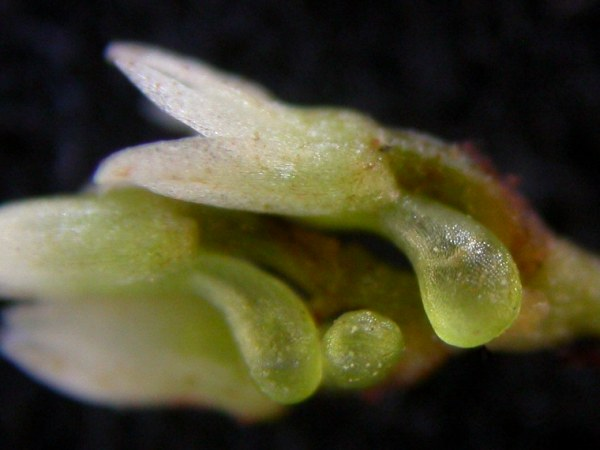
Campylocentrum densiflorum - lateral da flor mostrando o nectário

Campylocentrum densiflorum  é uma espécie de orquídea, família Orchidaceae, que existe no Brasil, Argentina e Paraguai. Trata-se de planta epífita, monopodial, com caule alongado, bastante ramificado, cujas inflorescências brotam do nódulo do caule oposto à base da folha. As flores são minúsculas, brancas, de sépalas e pétalas livres, enectário na parte de trás do labelo. Pertence à secção de espécies de Campylocentrumcom folhas planas e ovário liso.

## Publicação e sinônimos
- Campylocentrum densiflorum Cogn. in C.F.P.von Martius & auct. suc. (eds.), Fl. Bras. 3(6): 511 (1906).

Sinônimo heterotípico:
- Campylocentrum dutrae Schltr., Repert. Spec. Nov. Regni Veg. Beih. 35: 108 (1925).

## Histórico
Cogniaux publicou esta espécie em 1906 com base em três espécimes coletados em Minas Gerais, em São Paulo e em algum estado do sul não informado. Pabst situa esta espécie em um pequeno grupo junto com outras três, Campylocentrum brachycarpum, Campylocentrum organense e Campylocentrum intermedium, que apresentam ovário glabro e nectário curto em relação à espessura. Do C. brachycarpum diferencia-se por ter flores maiores, de brácteas ovaladas, e pétalas, sépalas e labelo mais alongados. É possível que seja um sinônimo do C. intermedium do qual aparentemente diferencia-se apenas pelo nectário de ápice mais arredondado. Esta espécie é citada para todos os estados brasileiros das regiões sul e sudeste exceto o Rio de Janeiro.